# Circolari del Vallo Alpino
Le circolari del Vallo Alpino sono una serie di lettere circolari emanate tra il 1931 e il 1941 dallo Stato Maggiore del Regio Esercito italiano, nelle quali vengono definite le caratteristiche del sistema di fortificazioni permanenti a difesa dei confini italiani lungo l'arco alpino da Ventimiglia a Fiume.
La classificazione "Circolari del Vallo Alpino" è posteriore all'emissione delle circolari stesse: la denominazione Vallo Alpino del Littorio venne infatti ufficializzata solamente il 13 marzo 1940 in un discorso pronunciato dal Sottosegretario alla Guerra generale Ubaldo Soddu.

## Elenco delle circolari
Le circolari sono note col loro numero di protocollo.

### Circolare 200
La Circolare 200 - Direttive per la organizzazione difensiva permanente in montagna, emanata il 6 gennaio 1931, contiene le direttive per la realizzazione della prima generazione di fortificazioni permanenti in ambiente montano, dette opere "Tipo 200".

### Circolare 450
La Circolare 450 - Direttive per l'organizzazione della frontiera, emanata il 27 gennaio 1936, contiene le direttive per la copertura e la sistemazione difensiva della frontiera. Comprende un corposo allegato intitolato Direttive tecniche per lo studio degli elementi delle sistemazioni difensive, compilato dall'Ispettorato dell'arma del Genio.

### Circolare 800
La Circolare 800 - Direttive per la organizzazione difensiva nell'interno di zone boscose alla frontiera orientale, emanata il 5 marzo 1931 a completamento della Circolare 200, contiene le direttive per l'organizzazione difensiva delle zone boscose tipiche della frontiera orientale.

### Circolare 2800
La Circolare 2800 - Organizzazione dei tiri dei centri tipo, emanata ad integrazione della Circolare 200, contiene un'aggiunta alle prescrizioni per le casematte ad azione frontale e una precisazione per quelle ad azione rovescia.

### Circolare 300
La Circolare 300 - Aggiunte e varianti agli allegati alle circolari del Comando del Corpo di Stato Maggiore n° 200 in data 6 gennaio 1931 e n° 800 in data 5 marzo 1931 - IX, emanata il 21 gennaio 1932, contiene complementi e varianti alle circolari 200 e 800.

### Circolare 7000
La Circolare 7000 - Direttive per l'organizzazione difensiva, emanata il 3 ottobre 1938, contiene le direttive per dare profondità al sistema difensivo mediante postazioni costituite da semplici casematte in calcestruzzo, dette "Postazioni 7000" o "Appostamenti Pariani", dal nome del Capo di Stato Maggiore che firmò la circolare.

### Circolare 15000
La Circolare 15000 - Fortificazione permanente alle frontiere alpine, emanata il 31 dicembre 1939, segna un punto di svolta nel modo di concepire la fortificazione alpina, non più limitata sullo spartiacque, ma con un consistente sviluppo anche sul fondo valle. Nacquero così le cosiddette "Opere 15000", molto più imponenti e complesse delle precedenti.

### Circolare 13500
La Circolare 13500 - Fortificazione permanente, emanata in piena guerra il 14 agosto 1941, contiene le direttive per eliminare le manchevolezze delle sistemazioni difensive verso i nuovi procedimenti di attacco basati sull'impiego su vasta scala di robusti mezzi offensivi destinati alla neutralizzazione delle opere fortificate e di reparti guastatori destinati all'espugnazione delle opere.